# Pont de Farine
Le pont de Farine (Мучной мост) est une passerelle piétonnière qui enjambe le canal Griboïedov à Saint-Pétersbourg. Son nom provient des entrepôts de farine qui se trouvaient à proximité au XVIIIe siècle et qui donnèrent son nom à l'allée de Farine, adjacente. Il mesure 22,5m de long sur 2,3m de large.

## Histoire

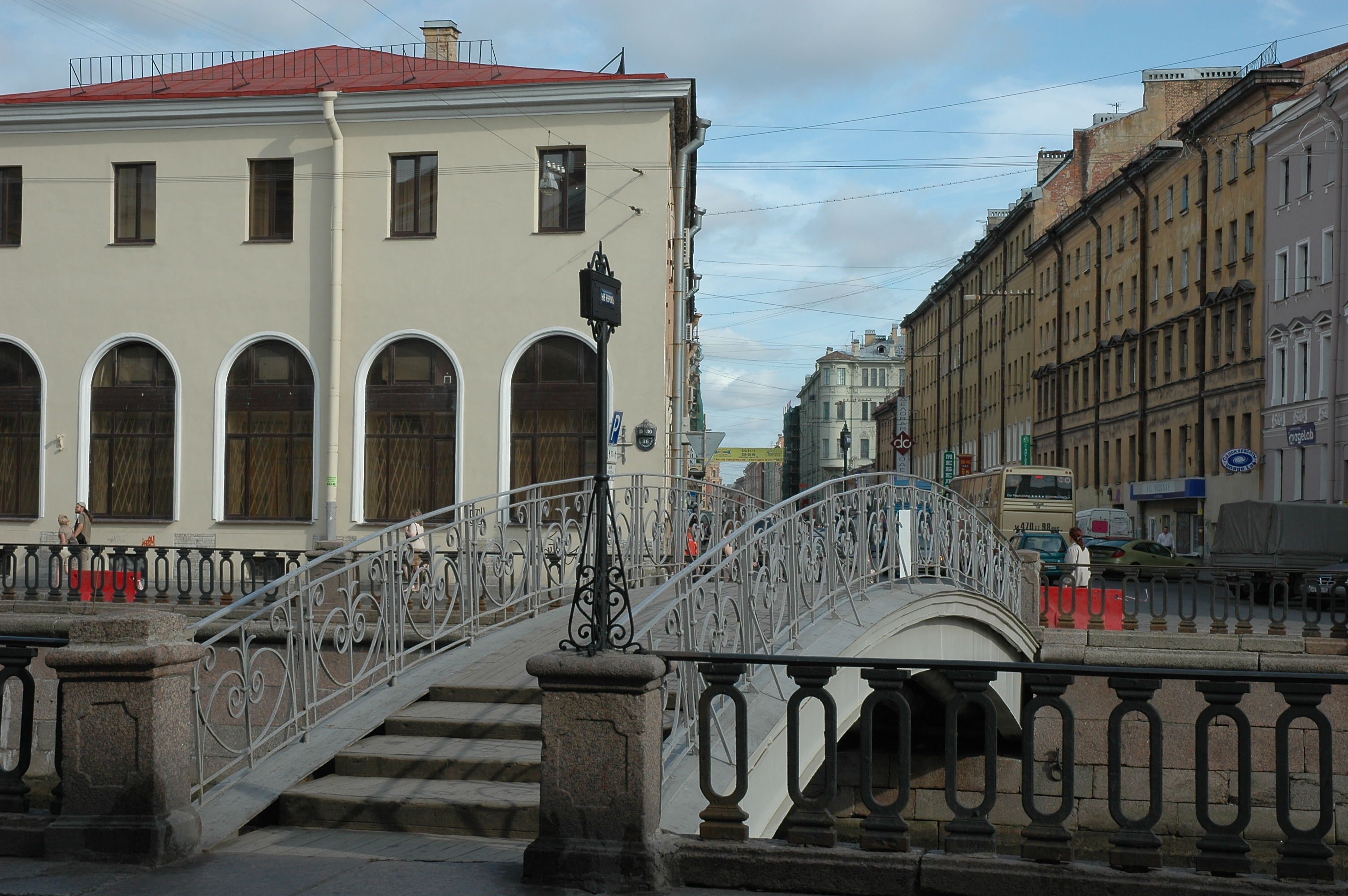
Perspective du pont

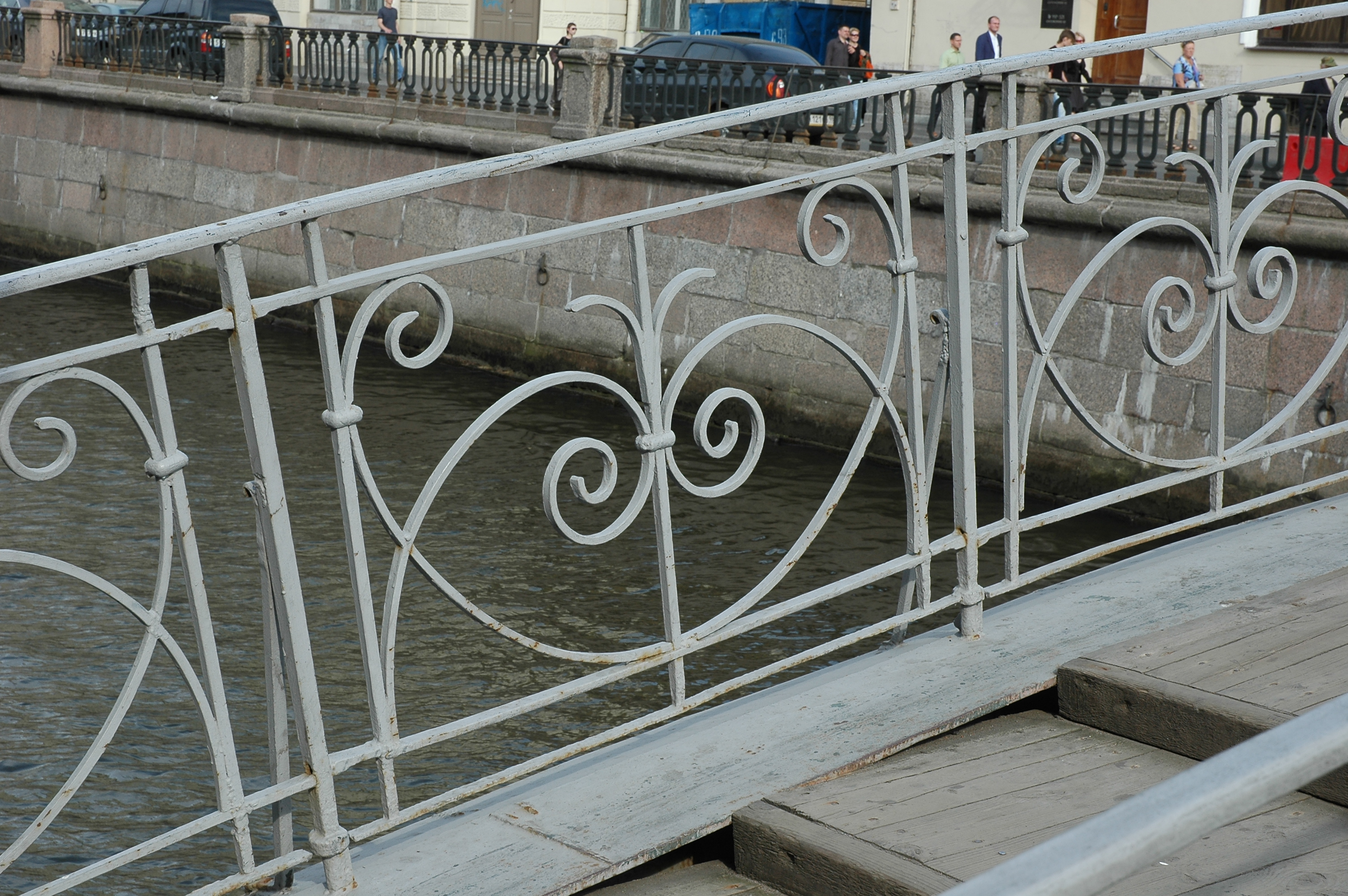
Détail de la grille du parapet

Le premier pont de Farine a été construit en 1931 pour le passage des piétons et de canalisations de chauffage. Il a été reconstruit en 1951 par l'ingénieur P. Bajenov. On trouve en amont le pont de la Banque et en aval le pont de pierre.